# モーションダイブ
motion dive（モーションダイブ）は、かつて存在したVJソフトウェア。
1998年初期バージョン発売、その後バージョンアップを重ねた。
初期版はCD-Rに全面カラーラベルシールを貼ったものだった。
プロモーションビデオ（mov)に
スタッフロールがモーショングラフィックスで収録されている。

## 解説
現在ではコンピュータの処理能力の向上により、modul8、Resolume、VDMX5などの他社ソフトウェアが高機能化、HD映像化するなか、その流れに対応できなくなり、既に開発と販売は終了している。

## スタッフ（movに名前があるもの）
kanwa nagafuji , osamu yamazaki , tomoyasu hirano , asuto mano , keigo emura ,
hisatoshi tanabe, perez ito  
(motiondive project)